# Gustavus Franklin Swift
Gustavus Franklin Swift (24 de junio de 1839 – 29 de marzo de 1903) fue un empresario estadounidense de la industria cárnica, desarrolló los sistemas de transporte frigorífico ferroviario, que fue empleado en el medio oeste. El invento permitió desarrollar una forma de transporte de carne más allá de los centros de producción gracias al desarrollo de vagones frigoríficos.